# Ботсвано-китайские отношения
Отношения между Ботсваной и Китайской Народной Республикой относятся к текущим и историческим отношениям. Отношения были впервые установлены 6 января 1975 года. В 2010 году, по случаю 35-й годовщины официального оформления отношений, тогдашний посол Китая в Ботсване Лю Хуаньсин назвал отношения между двумя государствами «прочными» и «быстрорастущими». Ботсвана придерживается политики одного Китая, что означает, что Ботсвана не поддерживает отношений с Китайской Республикой. После землетрясения 2008 года в провинции Сычуань в Китае правительство Ботсваны пожертвовало один миллион пула.

## Экономическое развитие
Начиная с 1980-х годов, экономические и коммерческие отношения между двумя странами быстро расширялись. В 2008 году общий объём торговли между Ботсваной и Китаем составил почти 360 миллионов долларов США. С января по октябрь 2009 года объем торговли по–прежнему составлял 193 миллиона за 10 месяцев, несмотря на всемирный спад 2008 года. В феврале 2009 года китайские официальные лица призвали Ботсвану к дальнейшему расширению экономических отношений, особенно в важнейшей алмазной отрасли Ботсваны, ссылаясь на растущий спрос Китая на алмазы в условиях снижения спроса в других крупных экономиках.

### Китайское финансирование развития
Со времени проведения первого форума по китайско-африканскому сотрудничеству в 2000 году китайское правительство успешно выделило Ботсване 129 миллионов долларов на цели финансирования развития. Из этой общей суммы только 52 миллиона долларов подпадают под критерии ОЭСР-КСР для получения официальной помощи в целях развития. Эксим банк Китая предоставил остаток финансирования Ботсване для финансирования проекта строительства дороги Летлхэнк-Кан. Китай предоставил кредит для финансирования проекта строительства железной дороги Мосетсе-Казунгула, которая соединится с Замбией через мост Казунгула.
В сентябре 2018 года Китай аннулировал долг Ботсваны в размере 80 миллионов пул.

## Строительные проекты в Ботсване
Чтобы способствовать экономическому росту, Китай профинансировал ряд строительных проектов по всей Ботсване. В январе 2010 года число этих проектов составило 28, и они включали железные и автомобильные дороги, медицинские учреждения и недорогое жильё.

## Культурные отношения
Китай помог сформировать Институт Конфуция при Университете Ботсваны, который открылся в сентябре 2009 года. Институт продвигает китайскую культуру, историю и язык в университете. Всё большее число граждан Ботсваны совершают поездки в Китай. В 2005 году страну посетили 400 граждан, а в 2008 году - 1400.